# Szent Paraszkiva-fatemplom (Runksor)
A runksori Szent Paraszkiva-fatemplom műemlékké nyilvánított épület Romániában, Hunyad megyében. A romániai műemlékek jegyzékében a  HD-II-m-A-03438 sorszámon szerepel.